# Parafia św. Jana Nepomucena w Kolnowicach
Parafia św. Jana Nepomucena w Kolnowicach – parafia rzymskokatolicka w metropolii katowickiej, diecezji opolskiej, dekanacie Biała.
Parafię obsługuje proboszcz parafii św. Katarzyny Aleksandryjskiej w Śmiczu.

## Historia
Parafię wydzielono z parafii w Śmiczu już w 1896, od 1900 miała swojego duszpasterza. Erekcja nastąpiła jednak dopiero w 1920.
W połowie 1944 parafia liczyła 760 wiernych, natomiast z początkiem grudnia 1945 – 980 osób, w tym 400 nowo przybyłej po wojnie ludności. Pod koniec 1946 parafia liczyła 715 wiernych.
Administracyjnie parafia należy od 1992 do dekanatu bialskiego diecezji opolskiej. Do parafii należą: Kolnowice, Kolonia i Laskowiec. Parafia liczy 367 wiernych. Przy kościele z 1874 znajduje się cmentarz parafialny.